# Etmopterus robinsi
Etmopterus robinsi е вид акула от семейство Светещи акули (Etmopteridae). Видът не е застрашен от изчезване.

## Разпространение и местообитание
Разпространен е в Американски Вирджински острови, Ангуила, Антигуа и Барбуда, Британски Вирджински острови, Доминиканска република, Куба, Никарагуа, САЩ (Флорида) и Хаити.
Среща се на дълбочина от 344 до 699 m, при температура на водата от 8,4 до 16,6 °C и соленост 35 – 36,2 ‰.

## Описание
На дължина достигат до 33,8 cm.